# كريستوف شنايدر
كريستوف شنايدر (بالألمانية: Christoph Schneider)‏ (و. 1966  م) هو طبال، وموسيقي، من ألمانيا، ولد في برلين الشرقية، وهو عضوٌ في رامشتاين.

## وصلات خارجية
- كريستوف شنايدر على موقع IMDb (الإنجليزية)
- كريستوف شنايدر على موقع ميوزك برينز (الإنجليزية)
- كريستوف شنايدر على موقع أول ميوزيك (الإنجليزية)
- كريستوف شنايدر على موقع أول ميوزيك (الإنجليزية)
- كريستوف شنايدر على موقع ديسكوغز (الإنجليزية)
- كريستوف شنايدر على موقع قاعدة بيانات الفيلم (الإنجليزية)